# دیوان عدالت اداری

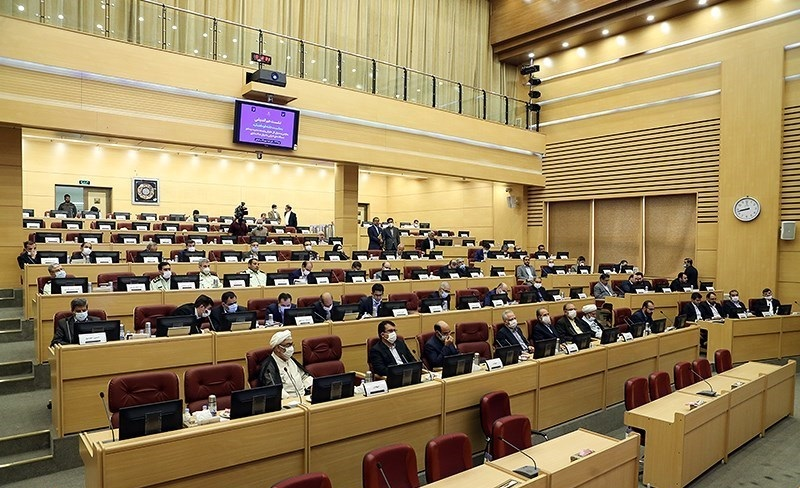
دیوان عدالت اداری

به‌موجب اصل ۱۷۳ قانون اساسی، دیوان عدالت اداری به‌منظور رسیدگی به شکایات، دادخواهی‌ها و اعتراضات مردم نسبت به مأموران یا واحدها یا آیین‌نامه‌های دولتی و احقاق حقوق آنها، زیر نظر قوه قضائیه تأسیس شد. رئیس دیوان عدالت اداری از سوی رئیس قوه قضائیه به این سمت منصوب می‌گردد.

## تاریخچه
در قانون راجع به دعاوی بین «اشخاص و دولت»، مصوبه ۱۲ آبان ماه ۱۳۰۹، مرجعی به نام محاکمات مالیه تشکیل شد و متعاقب آن، با الهام از حقوق فرانسه و به تقلید از شورای دولتی آن کشور، قانونی دربارهٔ شورای دولتی در سال ۱۳۳۹ به تصویب رسید. این قانون هرگز اجرا نشد که منابع نزدیک به جمهوری اسلامی آن را ناشی از اوضاع نامطلوب سیاسی و تمکین نکردن دولت‌های وقت به حاکمیت قانون تفسیر می‌کنند. در این میان، قانون مسئولیت مدنی مصوب اردیبهشت ۱۳۳۹، که پیش از وضع قانون شورای دولتی وجود داشت، مسئولیت مدنیِ دولت را در برابر افراد مطرح ساخت و با اینکه قانون شورای دولتی بلااجرا ماند، قانون اخیر معیار و میزان مسئولیت مدنی دولت، چه قبل از انقلاب و چه بعد از انقلاب، همچنان ملاک تعیین مسئولیت دولت در قبال شکایات اشخاص توسط محاکم قرار گرفت که به‌موجب مادهٔ ۱۱ آن، «کارمندان دولت و شهرداری‌ها و مؤسسات وابسته به آنها که به مناسبت انجام وظیفه عمداً یا در نتیجهٔ بی‌احتیاطی خساراتی به اشخاص وارد نمایند شخصاً مسئول جبران خسارت وارد شده هستند ولی هرگاه خسارتِ وارد شده مستند به عمل آنان نبوده و مربوط به نقص وسایل ادارات و مؤسسات مزبور باشد در این صورت جبران خسارتِ وارد آمده به‌عهدهٔ اداره یا مؤسسهٔ مربوط است.» پس از پیروزی انقلاب اسلامی، قانون اساسی جمهوری اسلامی ایران به‌منظور رسیدگی به دعاوی و شکایات اداری یک دادگاه عالی به نام دیوان عدالت اداری تأسیس نمود که عهده‌دار نظارت بر مطابقت آیین‌نامه‌ها، تصمیمات و اقدامات اداری قوه مجریه با قوانین و حل اختلاف بین افراد و دولت است.
دیوان عدالت اداری از مراجع اختصاصی دادگستری است که قانون آن در تاریخ ۱۳۶۰/۱۱/۴ تصویب شده و آیین دادرسی آن تاکنون چندین بار اصلاح شده‌است. در مردادماه سال ۱۳۹۲ قانون جدید دیوان مزبور تصویب و لازم‌الاجرا گردید.

## تشکیلات دیوان تا سال ۱۳۹۲
به‌موجب ماده ۷ قانون دیوان عدالت اداری مصوب ۱۳۸۵، هر شعبهٔ دیوان مُرکّب از یک رئیس و دو نفر مستشار است. ملاک صدور رأی، نظر اکثریت (یعنی دو نفر از سه نفر یا نظر واحد سه نفر) است و رأی صادر شده از شُعَب قطعی تلقی می‌شود، بدین معنی که قابلیت تجدید نظر به شیوهٔ عادی ندارد. بر این اساس، نیازی به اجتماع هر سه نفر عضو شعبه برای صدور رأی نیست، بلکه اجتماع دو نفر از سه نفر نیز برای صدور رأی کفایت می‌کند.

### وظایف هیئت عمومی دیوان
به صراحت ماده ۱۹ قانون دیوان عدالت اداری، مصوب ۱۳۸۵، حدود صلاحیت و اختیارات هیئت عمومی دیوان عدالت اداری به شرح زیر است:
- رسیدگی به شکایات و تظلمات و اعتراضات اشخاص حقیقی یا حقوقی از:.

آیین‌نامه‌ها و دیگر نظامات و مقررات دولتی و شهرداری‌ها از دیدگاهِ مخالفت مدون آن‌ها با قانون و احقاق حقوق اشخاص در مواردی که تصمیمات یا اقدامات یا مقررات مذکور به علت خلاف قانون بودن یا عدم صلاحیت مرجعِ مربوط یا تجاوز یا سوء استفاده از اختیارات یا تخلف در اجرای قوانین و مقررات یا خودداری از انجام دادنِ وظایفی که موجب تضییع حقوق اشخاص می‌شود.
- صدور رأی وحدت رویه در مورد آرای متناقض صادره از شعب دیوان.
- صدور رأی ایجاد رویه در صورتی که نسبت به موضوع واحد آرای مشابه متعدد صادر شده باشد.

### شرایط قضات دیوان
علاوه بر شرایط عمومی ناظر به انتخاب قضات، به‌موجب  ماده 4 قانون دیوان عدالت اداری، مصوب اردیبهشت1402، قضات دیوان باید دارای7سال سابقه کار قضایی باشند. البته به‌موجب  تبصره ماده 4   سابقه  مذکور برای دارندگان مدرک دکترا با (اولویت حقوق عمومی)در یکی از گرایش‌های رشته حقوق الزامی نیست.
شرایط عمومی قضات به شرح زیر است:
1. عدالت، ایمان، تقوا و تعهد عملی به موازین اسلامی و وفاداری به نظام جمهوری اسلامی ایران
2. اشتهار به حسن اخلاق و امانت و نداشتن محکومیت جزایی
3. سلامتی و توانایی انجام کار قضایی و نداشتن اعتیاد به مواد مخدر
4. تابعیت ایران.

## وظایف و حدود اختیارات دیوان عدالت اداری
- رسیدگی به شکایت علیه تصمیمات و اقدامات سازمان‌های دولتی اعم از وزارت‌خانه‌ها، سازمان‌ها و…
- رسیدگی به شکایت از تصمیمات و اقدامات مأمورین واحدهای دولتی، وزارت‌خانه‌ها، سازمان‌های دولتی و…
- رسیدگی به شکایات و اعتراضات مردم نسبت به آرا و تصمیمات قطعی کمیسیون‌ها، هیئت‌ها و شوراهایی که بر طبق قوانین مختلف در وزارت‌خانه‌ها، سازمان‌ها، ادارات دولتی و شهرداری‌ها تشکیل شده و به مسائل خاصی رسیدگی می‌کنند؛ مانند هیئت‌های رسیدگی به تخلفات اداری، کمیسیون ماده ۱۰۰ شهرداری‌ها و …
- رسیدگی به شکایات مربوط به تصویب‌نامه‌ها، آیین‌نامه‌ها و دیگر نظامات و مقررات دولتی و شهرداری که بر خلاف شرع یا قانون یا خارج از حدود اختیارات قوه مجریه صادر شده باشد.
- رسیدگی به شکایات قضات و کارمندان مشمول قانون استخدام کشوری و سایر مستخدمین واحدها و مؤسسات از حیث تضییع حقوق استخدامی (گروه، پایه، رتبه، درجه، ترفیع، حق اشتغال، مرخصی، محل خدمت، مأموریت، معذوریت، بازنشستگی، اخراج، بازخرید و..)

## مستثنیات رسیدگی در دیوان
رسیدگی به تصمیمات قضائی قوه قضائیه و صرفاً آیین‌نامه‌ها، بخشنامه‌ها و تصمیمات رئیس قوه قضائیه و مصوبات و تصمیمات شورای نگهبان، مجمع تشخیص مصلحت نظام، مجلس خبرگان ، شورای عالی انقلاب فرهنگی و شورای‌عالی امنیت ملی از شمول این ماده خارج است. البته قسمت مربوط به تصمیمات رئیس قوه قضائیه مورد نقد حقوقدانان است.

## آیین رسیدگی در دیوان عدالت اداری
آیین رسیدگی در دیوان عدالت اداری تا حد زیادی شبیه آیین رسیدگی در محاکم عمومی دادگستری است، بدین معنی که مطابق ماده ۲۱ قانون دیوان عدالت اداری، رسیدگی در دیوان مستلزم تقدیم دادخواست است که به زبان فارسی و در برگه‌های چاپی مخصوص نوشته می‌شود. تفاوت عمده در رسیدگی دیوان، عدم ضرورت دعوت از اصحاب دعوا برای جلسه دادرسی و عدم ضرورت مراجعه حضوری شاکی برای تقدیم شکایت است. با وجود این، هرگاه دیوان مقتضی بداند، طرفین یا یکی از آنان را برای اخذ توضیح دعوت می‌نماید. از سوی دیگر، هزینه ناچیز دادرسی و ساده بودن تشریفات آن، آیین دادرسی دیوان را از آیین دادرسی محاکم دیگر متمایز می‌سازد. در همهٔ مواردی که قانون دیوان عدالت در موضوع خاصی ساکت باشد، مقررات ناشی از آیین دادرسی مدنی بر آن بار می‌شود.

## رؤسای دیوان عدالت اداری از ابتدای تأسیس تاکنون
1. محمد امامی کاشانی (۱۳۶۱–۱۳۶۲)
2. غلامرضا رضوانی (۱۳۶۲–۱۳۶۵)
3. محمدعلی فیض لاهیجی (۱۳۶۵– ۵ شهریور ۱۳۶۸)
4. سید ابوالفضل موسوی تبریزی (۵ شهریور ۱۳۶۸ – ۲۱ خرداد ۱۳۷۰)[۳]
5. محمدرضا عباسی‌فرد (۲۱ خرداد ۱۳۷۰ – ۱۵ آذر ۱۳۷۲)[۴]
6. اسماعیل فردوسی‌پور (۱۵ آذر ۱۳۷۲ – ۲۹ تیر ۱۳۷۶)[۵]
7. سید ابوالفضل موسوی تبریزی (۲۹ تیر ۱۳۷۶ – ۳۱ مرداد ۱۳۷۸)[۶]
8. قربانعلی دری نجف‌آبادی (۳۱ مرداد ۱۳۷۸ – ۱۳۸۳)[۷]
9. علی رازینی (۱۳۸۳–۱۳۸۸)
10. محمدجعفر منتظری (شهریور ۱۳۸۸–فروردین ۱۳۹۵)
11. محمدکاظم بهرامی (فروردین ۱۳۹۵–فروردین ۱۴۰۰)
12. محمد مصدق کهنموئی (۲۴ فروردین ۱۴۰۰–۲۱ تیر ۱۴۰۰)[۸]
13. حکمتعلی مظفری (۶ مرداد ۱۴۰۰–۱۴ شهریور ۱۴۰۳)
14. احمدرضا عابدی (۱۴ شهریور ۱۴۰۳–تاکنون)[۹]

## کتب منتشر شدهٔ در خصوص دیوان عدالت اداری
- صلاحیت دیوان عدالت اداری در آرای دیوان عالی کشور
- رویه قضایی در شعب دیوان عدالت اداری (دفتر نخست)
- رویه قضایی در شعب دیوان عدالت اداری (دفتر دوم) - نشر جنگل
- مجموعه آرای هیئت عمومی دیوان عدالت اداری سال ۱۳۸۹
- مجموعه مقالات همایش دیوان عدالت اداری: صلاحیت قضایی و دادرسی اداری
- مجموعه آرای هیئت عمومی دیوان عدالت اداری سال ۱۳۸۰ الی نیمه اول سال ۱۳۸۸(جلد اول آرا ابطالی)
- مجموعه آرای هیئت عمومی دیوان عدالت اداری از ابتدای سال ۱۳۸۰ تا نیمه اول سال ۱۳۸۸ (جلد دوم - آرای وحدت رویه)
- شرح و تحلیل قانون دیوان عدالت اداری
- قانون دیوان عدالت اداری
- قانون دیوان عدالت اداری (مصوب ۱۳۹۲)

## آرا تاثیر گذار دیوان
در دوران ریاست وی بر هیئت عمومی دیوان عدالت اداری؛ با رای این دیوان بخش نامه ثبت نام از مجردها برای دریافت مسکن ملی از تاریخ تصویب ابطال اعلام شد. فرزانه صادق در اسفند ۱۴۰۳ ابطال این بخشنامه را ابلاغ کرد و به این ترتیب درحالیکه این وزارت خانه از بیش از ۲۵۰ هزار نفر ثبت نام و به وعهد خانه‌دار شدن مبالغی را از آنان دریافت کرده بود آنان را اخراج کردند.
محمود محمودزاده معاون وزیر مسکن در دولت سیزدهم در دی ۱۴۰۰ گفته بود: «مصوبه شورای عالی مسکن برای ورود مجردها به طرح نهضت ملی مسکن ماه‌ها در وزارت راه و شهرسازی مورد ارزیابی و سرانجام مورد موافقت قرار گرفت. به دلیل حساسیت حقوقی که روی موضوع چگونگی مشارکت مجردها وجود داشت، این طرح مورد کار کارشناسی حقوقی قرار گرفت و با بررسی همه ابعاد حقوقی، اکنون در مرحله تأیید نهایی وزیر راه و شهرسازی و اجرا قرار دارد. بر اساس این مصوبه همه آقایان مجرد که ۲۵ سال را تمام کرده‌اند می‌توانند برای خانه‌دار شدن در طرح نهضت ملی مسکن ثبت‌نام کنند، اما در زمان تحویل واحد مسکونی خود باید متأهل باشند.»
اما در همان زمان نیز کارشکنی هایی توسط دولت مردان صورت میگرفت تا نهایتا کل بخشنامه توسط دیوان عدالت اداری ابطال و توسط فرزانه صادق ابلاغ گردید. 
دهه شصت کشور ایران با رشد جمعیت مواجه شد و نسل دهه شصت با گرفتاریها و آسیبها ناشی از جنگ و پس از جنگ مواجه بود که ناخواسته منوانع فراوانی برای ازدواج آنان ایجاد کرد.